# Leptographium euphyes
Leptographium euphyes är en svampart som beskrevs av K. Jacobs & M.J. Wingf. 2001. Leptographium euphyes ingår i släktet Leptographium och familjen Ophiostomataceae.   Inga underarter finns listade i Catalogue of Life.